# Laredo (distrito)
Laredo é um distrito do Peru, departamento de La Libertad, localizada na província de Trujillo.

## Transporte
O distrito de Laredo é servido pela seguinte rodovia:
- PE-10A, que liga o distrito de Trujillo à cidade de Quiruvilca [1][2][3]